# Minamichita (Aichi)
Minamichita (南知多町 Minamichita-chō?) es un pueblo localizado en la prefectura de Aichi, Japón. En octubre de 2019 tenía una población estimada de 17.393 habitantes y una densidad de población de 453 personas por km². Su área total es de 38,37 km².

## Geografía

### Localidades circundantes
- Prefectura de Aichi
  - Mihama

## Demografía
Según los datos del censo japonés, esta es la población de Minamichita en los últimos años.
| 1995   | 2000   | 2005   | 2010   | 2015   |
| ------ | ------ | ------ | ------ | ------ |
| 24.846 | 23.250 | 21.909 | 20.549 | 18.707 |